# Bahnhof Wien Maxing

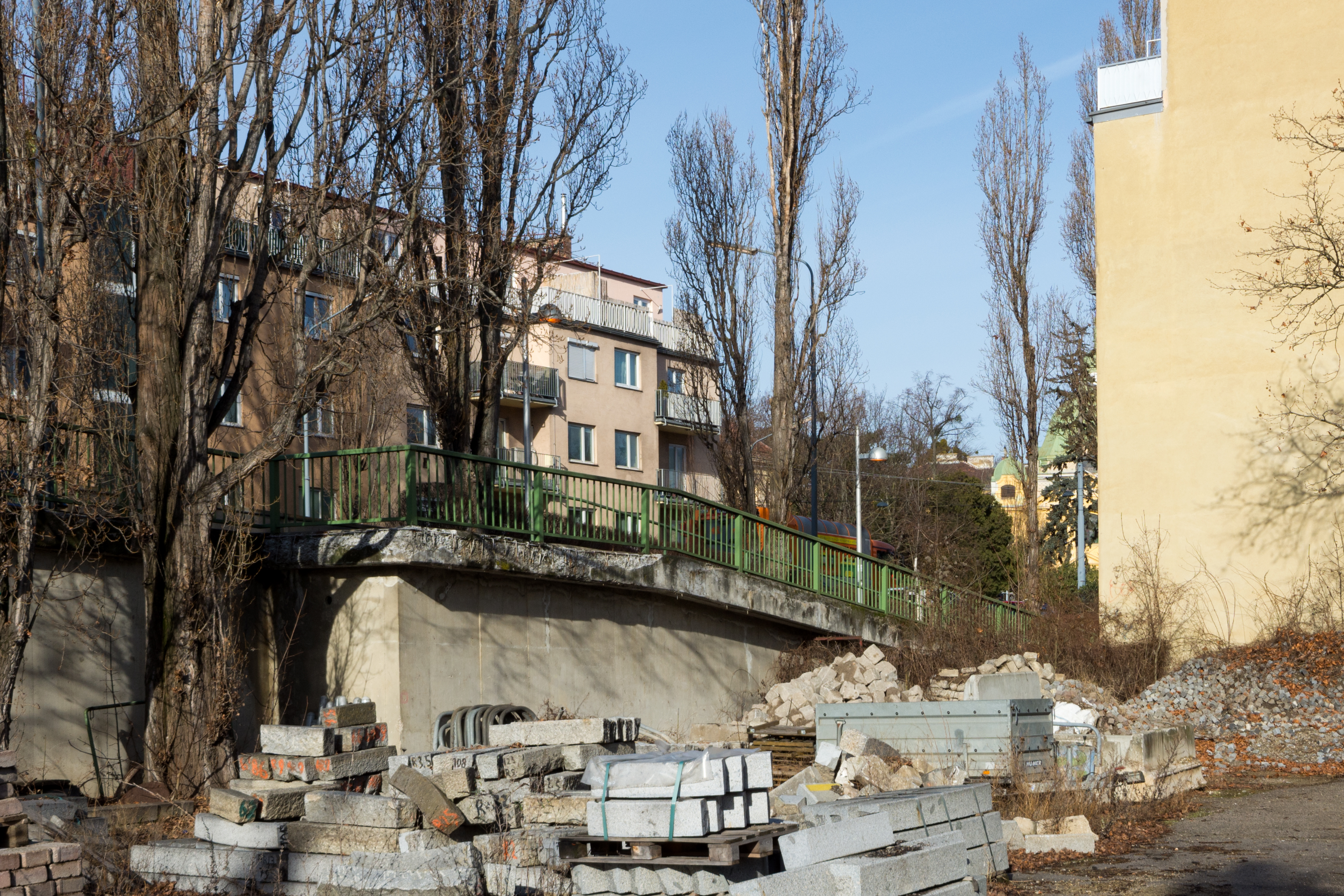
Die Gegend im Bereich der zukünftigen Station Stranzenbergbrücke vor Baubeginn

Der Bahnhof Maxing ist ein Frachtenbahnhof an der Grenze des 12. Wiener Gemeindebezirkes Meidling zum 13. Wiener Gemeindebezirk Hietzing. Er liegt an der Verbindungsbahn an der Abzweigung der Donauländebahn. In seinem Bereich gab es für den Personenverkehr die Haltestelle Ober Hetzendorf, und es ist (an einer anderen Stelle) eine Haltestelle Stranzenbergbrücke geplant.

## Geschichte
Der Bahnhof Maxing befindet sich am höchsten Punkt der Verbindungsbahn, die am 20. Dezember 1860 in Betrieb ging und in den Jahren 1971 bis 1974 elektrifiziert wurde. Er liegt am oberen Ende der Steilstrecke aus dem Wiental und war in der Zeit der Dampflokomotiven ein wichtiger Stützpunkt für deren Wasserversorgung und zum Rangieren und Ausweichen von Zügen.

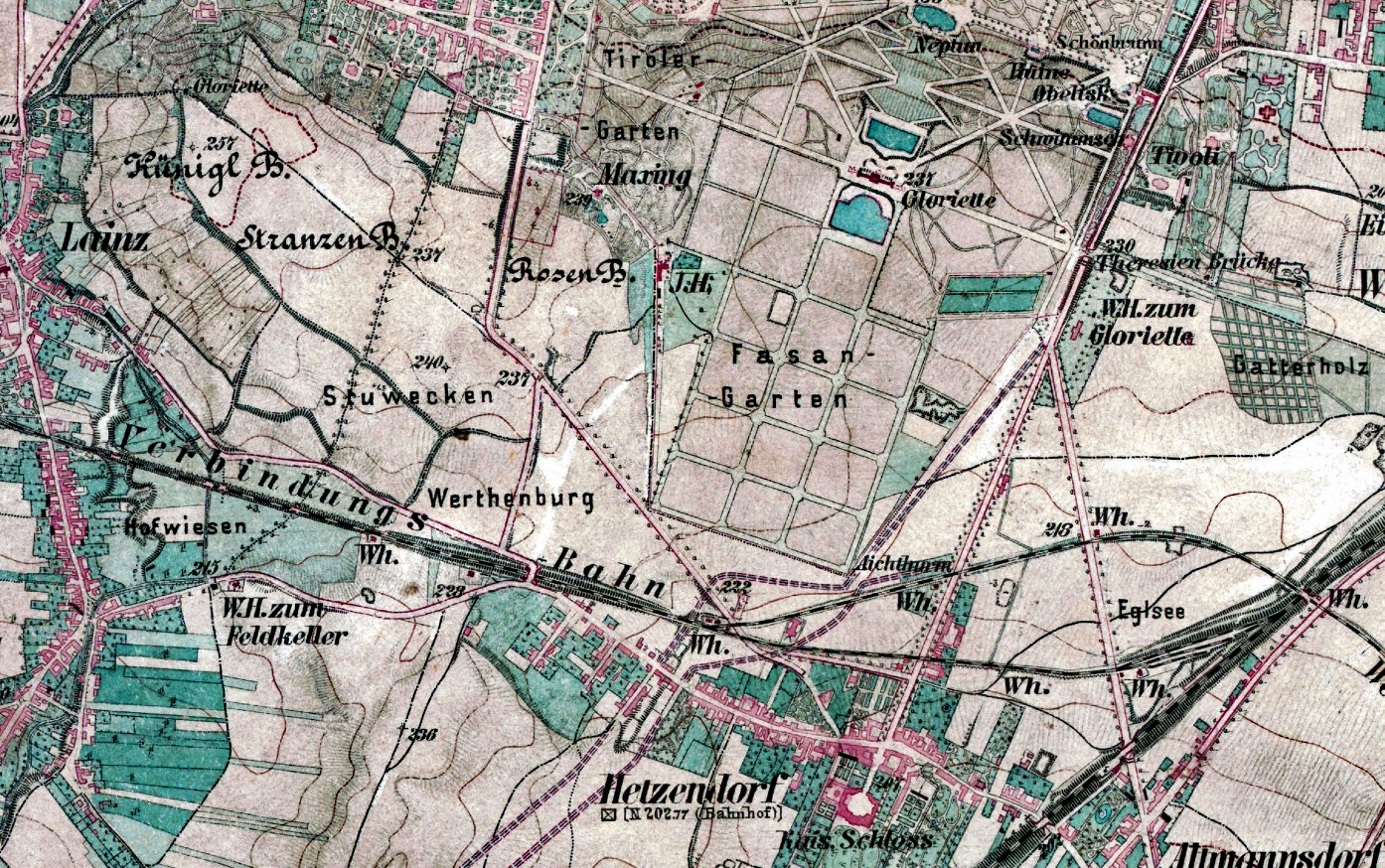
Alte Stranzenbergbrücke über den Einschnitt der Verbindungsbahn beim Bahnhof Maxing, Lage der namensgebenden Orte Stranzenberg und Maxing 1872

Ferner ist er auch ein Abzweigebahnhof: Er war ab 3. Mai 1872 der Beginn der Hetzendorfer Verbindungsbahn, die später als Donauländebahn bekannt wurde und die die Westbahn mit den Häfen bei Albern an der Donau verband. In dieser Zeit ist für den Bahnhof Maxing personelle Besetzung dokumentiert. Der Bahnhof hatte bis zur Umstellung auf elektronische Fernsteuerung eigene Stellwerke. Diese Aufgaben wurden spätestens mit der Eröffnung des Lainzer Tunnels gegenstandslos. Personenverkehr wurde auf der Donauländebahn und der Strecke Meidling↔Penzing der Verbindungsbahn seit 1944 bis zur Verlängerung einiger Züge von der S-Bahn-Stammstrecke ab Meidling am 1. Juli 1989 nicht mehr angeboten. Ein bereits um 1980 überlegter Bau einer Schnellbahnstation bei der Stranzenbergbrücke kam nicht zustande.
Der Name des Bahnhofs Maxing leitet sich von einer nicht mehr erkennbaren kleinen Anlage um ein Sommerhäuschen des Erzherzogs Maximilian ab, das in einem Park (Maxingpark ⊙) stand und das Maxingvilla oder kurz Maxing genannt wurde.

### Umgebung
Die Stranzenbergbrücke wurde 1971 eröffnet, sie ist eine mehrspurige Straßenbrücke. Ihre schmale Vorgängerin lag einige hundert Meter weiter östlich (in der Verlängerung der Kernstraße zur Klimtgasse, Kernbrücke genannt) und war angesichts des stark steigenden Verkehrs zum Verkehrshindernis geworden.
Die Brücke befindet sich an der Kreuzung der Hauptstraßen Hetzendorfer Straße und Atzgersdorfer Straße. Über die Brücke führt die Straßenverbindung aus dem Süden Wiens von Atzgersdorf und Liesing über den Rosenhügel und den Küniglberg in das Wiental bei Hietzing.
Ungefähr 30 m unter dem Bahnhof verläuft der Lainzer Tunnel. Ein Arbeitsschacht für die Errichtung dieses Tunnels befindet sich zwischen der Klimtgasse (nördlich der Strecke) und der Kerngasse (südlich) unter dem Gleisbereich. Der Schacht ist als einer der Notausstiege aus dem Lainzer Tunnel eingerichtet. Diese Anlage ist ca. 25 m lang, 12 m breit, bis zu 35 m tief, durch 1,2 m dicke und über 40 m lange Bohrpfähle begrenzt.
In der Umgebung befindet sich das Hietzinger Bad, die denkmalgeschützte Invalidenhauskirche, die Südeingänge des Friedhofs Hietzing und des Schlossparks Schönbrunn und die Fasangartenkaserne.

## Haltestelle Ober Hetzendorf
Im östlichen Bereich des Bahnhofs Maxing befand sich für den Personenverkehr die nach dem nahegelegenen Hetzendorf benannte Station Ober Hetzendorf (⊙, so benannt zum Unterschied zur weiter östlich an der Einmündung der Verbindungsbahn in die Südbahn liegenden Station Unter Hetzendorf und der Haltestelle Wien Hetzendorf an der Südbahn). Die Haltestelle Ober Hetzendorf wurde sowohl von Zügen der Verbindungsbahn als auch der Donauländebahn eingehalten und bot Umsteigemöglichkeiten zwischen den Zügen auf diesen Strecken. In dieser Haltestelle endeten auch einige Nahverkehrszüge, die die heute so genannte Stammstrecke befuhren.

## Haltestelle Wien Stranzenbergbrücke
An der Stranzenbergbrücke ist im Zuge der Attraktivierung der Verbindungsbahn (sie soll Teil eines sogenannten „S-Bahn-Rings“ werden) eine neue Station Wien Stranzenbergbrücke (⊙) geplant. Diese wird bereits über der Bezirksgrenze in Hietzing liegen. Gemeinsam mit ihr soll auch eine neue Haltestelle Hietzinger Hauptstraße entstehen.

### Bedienung
Stranzenbergbrücke wird durch die S-Bahnlinie S80 bedient werden, welche seit 2018 zwischen Hütteldorf und Aspern Nord verkehrt. Die Linie hat folgenden Verlauf: Wien Hütteldorf – Hietzinger Hauptstraße – Speising – Wien Stranzenbergbrücke – Bahnhof Wien Meidling – Matzleinsdorfer Platz – Hauptbahnhof – Simmering – Haidestraße – Praterkai – Erzherzog-Karl-Straße – Stadlau – Hirschstetten – Aspern Nord

### Ausstattung
Es wird sich um einen Bahnhof ohne permanente Besetzung mit Mitarbeitern handeln, jedoch werden Fahrscheinautomaten- und Entwerter, digitale Abfahrtsmonitore, akustische Ansagen, Teilbedachung und Belichtung vorhanden sein.
Der Bahnhof wird wie alle neu gebauten Bahnhöfe der ÖBB über Aufzüge, akustische Ansagen, Blindenschrift und Blindenleitlinien verfügen.